# Пон-д’Эн
Пон-д’Эн (фр. Pont-d'Ain) — коммуна во Франции, находится в регионе Рона — Альпы. Департамент — Эн. Административный центр кантона Пон-д’Эн. Округ коммуны — Бурк-ан-Брес.
Код INSEE коммуны — 01304.

## География
Коммуна расположена приблизительно в 390 км к юго-востоку от Парижа, в 50 км северо-восточнее Лиона, в 20 км к юго-востоку от Бурк-ан-Бреса.
По территории коммуны протекает река Эн.

## Климат
Климат полуконтинентальный с холодной зимой и тёплым летом. Дожди бывают нечасто, в основном летом.

## Население
Население коммуны на 2010 год составляло 2627 человек.
| 1962 | 1968 | 1975 | 1982 | 1990 | 1999 | 2010 |
| ---- | ---- | ---- | ---- | ---- | ---- | ---- |
| 1824 | 1972 | 2266 | 2224 | 2258 | 2309 | 2627 |

## Администрация
| Период | Период | Фамилия     | Партия                             | Примечания |
| ------ | ------ | ----------- | ---------------------------------- | ---------- |
| 1995   | 2001   | Жак Бойон   | Объединение в поддержку республики |            |
| 2001   | 2014   | Андре Ферри | Разные правые                      |            |
| 2014   | 2020   | Жерар Гишар |                                    |            |

## Экономика
В 2010 году среди 1616 человек трудоспособного возраста (15—64 лет) 1223 были экономически активными, 393 — неактивными (показатель активности — 75,7 %, в 1999 году было 71,3 %). Из 1223 активных жителей работали 1063 человека (577 мужчин и 486 женщин), безработных было 160 (83 мужчины и 77 женщин). Среди 393 неактивных 108 человек были учениками или студентами, 159 — пенсионерами, 126 были неактивными по другим причинам.

## Достопримечательности
- Замок Пон-д’Эн[фр.] (XIV век). Исторический памятник с 2004 года.[4]